# Riedbächle (Benzenbach)
Das Riedbächle ist ein etwa zweieinhalb Kilometer langer Bach auf der Ortsteilgemarkung Oberfischach der Gemeinde Obersontheim im Landkreis Schwäbisch Hall im nordöstlichen Baden-Württemberg, der gegenüber  dem Weiler Rappoltshofen von rechts und Südwesten in den Benzenbach mündet.

## Geographie

### Verlauf
Der Riedbächle entsteht in beständigem Lauf etwa 2 km südwestlich der Ortsmitte des Obersontheimer Weilers Rappoltshofen am östlichen Abfall der Limpurger Berge im Waldgewann Harzplatte auf etwa 458 m ü. NHN. Bei feuchter Witterung jedoch entspringt er etwa einen Viertelskilometer weiter westlich und weiter oben am Berg auf etwa 480 m ü. NHN, etwas unterhalb der Stelle, wo der Nadelwald der Harzplatte an einem beginnenden Hohlweg des aufwärts steileren Hanganstiegs auskeilt. Von hier an zieht sich eine zwei bis drei Meter breite Mulde talwärts, die außerhalb des schmalen, sandigen Bachbetts unter Wipfellücken von Gras, unter dem Fichtendunkel aber von Moos bewachsen ist. Noch ehe die Rinne den querenden Waldweg erreicht, jenseits dessen der beständige Lauf beginnt, verliert sie sich wieder. Unmittelbar unterhalb des mit Dachplattenschutt befestigten Querweges zeigt sich dann eine etwas gewundene Geländerinne, in der der Bachlauf meist einsetzt.
Von hier fließt der Bach etwa 400 Meter weiter östlich-abwärts und verliert sich noch vor dem eichenbestandenen Waldrand gewöhnlich wieder. Gegen das angrenzende Feld hin sperrt ein höchstens anderthalb Meter hoher, 30–40 Meter langer Damm die hier flache Talmulde, hinter ihm sammelt sich bei mäßigem Regen in einzelnen flachen Pfützen das Wasser, ohne dass ein Ablauf sichtbar wäre. Ein herumliegender Rest eines Dränagerohrs weist aber darauf hin, dass offenbar das allenfalls hier sich stauende Wasser unterirdisch abgeführt wird. Im folgenden Feld, das zunächst anscheinend die Form einer flachen Wanne hat, gibt es nämlich keinerlei offenen Lauf mehr. Dies bleibt so auf den nächsten etwa 600 Metern, auf denen der Wasserlauf große Äcker, einen Feldweg und einen weiteren Acker unterquert. Dann beginnt eine kleine grasige, nach Nordosten ziehende Mulde im umgebenden, sehr flachen Terrain des Gewanns  Streiche, an deren linkem Hang bald ein Feld sich bis zur Muldenlinie herabzieht; auch hier gibt es zunächst noch keinerlei Bachbett. Etwa hundert Meter später wird vor einem beginnenden Betonrohr ein Schluckloch im Gras freigehalten, aus dem bei Regen Rauschen von Wasser zu hören ist. Einige Dutzend Meter weiter läuft der Bach dann plötzlich in offenem Graben, der allerdings sommers hier noch kaum Wasser führt.
Dies bleibt auch so bis jenseits des nächsten querenden Wirtschaftsweges, an dessen Seite ein linker Nebengraben zuläuft. Erst etwa ab der Stelle, wo auch am linken Ufer wieder ein breiteres Wiesenstück anliegt, führt der Bach auch in der trockenen Jahreszeit kräftiger Wasser. Hier steht auch der erste einsame Busch am bisher kahlen Flurlauf. Knapp 200 Meter später unterquert das Riedbächle bei einem Aussiedlerhof auf dem linken flachen Hügel in der Wanne die Verbindungsstraße von Engelhofen nach Rappoltshofen (K 2622). Jenseits tieft sich nun das Tälchen stärker ein. Am steileren rechten Hang liegt in einem alten Baumgarten eine Kuhweide mit einer offenbar vom feuchten Hang her gespeisten Lache, aus der die Tiere trinken. Schon etwas über 500 Meter nach der Straßenquerung aber geht das Tälchen in die weite Aue des links schon sehr nahen Benzenbachs über. Das Riedbächle läuft etwas über hundert Meter an deren rechtem Hangfuß neben einer Hecke und biegt dann abrupt nach links ab. In künstlichem Graben läuft es nochmal hundert Meter nordwärts und mündet dann aus einem Rohr unter einem Feldweg hindurch gegenüber von Rappoltshofen auf etwa 398 m ü. NHN in den ebenfalls begradigten Lauf des unteren Benzenbachs, der nach einem knappen Kilometer weiteren ungefähr östlichen Laufs dann selbst in die Fischach mündet.
Das Riedbächle ist von seinem beständigen Waldursprung an 2,5 km lang und hat bei einem absoluten Sohlgefälle von ca. 60 m ein relatives von 24 ‰.
Am letzten Knick setzte sich das Riedbächle anscheinend in früherer Zeit in ostwärtigem Lauf als Birkenbach fort entlang der genannten Hecke. Näheres dazu siehe im Artikel zum Benzenbach.

### Einzugsgebiet
Das Riedbächle entwässert eine Fläche von etwa 1,2 km² an der Ostseite der Limpurger Berge und in der angrenzenden Fischachbucht und Randhöhen ostwärts zum Benzenbach, beides Unterräume der Schwäbisch-Fränkischen Waldberge.
An der Nordseite grenzt es an das Einzugsgebiet des Streitbachs oder Breitbachs bzw. weiter abwärts an das unmittelbare Einzugsgebiet des aufnehmenden Benzenbachs. An der Südseite konkurriert jenseits der Streiche der abwärtige Fischachzufluss Bühlbach auf Ostlauf. Nach Westen hin hat der kleine Bach allenfalls eine sehr kurze Wasserscheide zum bei Gaildorf-Großaltdorf westlich der Limpurger Berge in den Kocher fließenden Steppach, wenn das Einzugsgebiet denn nicht sogar spitz auf dem flachen Streitberg-Gipfel (514 m) von deren wenig profilierter Hochebene auskeilt; dort liegt auch der höchste Punkt im Einzugsgebiet.
Etwa ein Drittel des Einzugsgebietes ist bewaldet, es ist der Westteil mit der Berghochfläche um den Streitberg und dem Hang der Harzplatte. Der größte Teil der Flurfläche liegt auf einer recht flachen, größtenteils beackerten Ebene mittlerer Höhe um 430–420 m ü. NHN, in das sich die Talmulde nur langsam eintieft. Wiesen gibt es vor allem in dieser Mulde, am nördlichen Waldrand, von wo der erwähnte Zufluss herkommt, und zuletzt im kleinen Anteil an der Benzenbach-Talaue, die auf etwa 400 m liegt.
Einziger Siedlungsplatz ist der Rappoltshofener Aussiedlerhof bei der Kreisstraße in der Wanne. Dessen Areal ausgenommen gehört der gesamte offene Anteil des Einzugsgebietes dem Landschaftsschutzgebiet Fischachtal mit Nebentälern und angrenzenden Gebieten zwischen Herlebach und Kottspiel an.

### Zuflüsse
Das Riedbächle hat nur einen leidlich beständigen Zufluss. Dieser entsteht in einer kleineren westlichen Waldbucht nordöstlich der seinen auf nicht viel mehr als 450 m ü. NHN, führt vor dem Austritt in die Flur nach weniger als 200 Metern auf noch über 440 m ü. NHN recht zuverlässig Wasser, fließt dann aber ebenfalls unterirdisch ab, anscheinend unter einer kleinen Kerbe in der angrenzenden Wiese, auf deren Trasse zuweilen Betonrohre deren Querung mit Gerät auch bei nassem Wetter ermöglichen. Nach etwa einem halben Kilometer fließt er im Bereich einer isolierten Gehölzgruppe in einen offenen gezogenem Graben aus. Dieser biegt dann einem Feldweg in einer unscheinbaren Mulde folgend nach rechts ab auf Südostlauf. An der ersten Querung des offenen Flurlaufs des Riedbächles läuft er auf wenig über 420 m ü. NHN diesem von links zu. Dieser kleinere linke Oberlauf ist mitsamt seiner unterirdischen Strecke etwa 0,8 km lang, sein Einzugsgebiet ist knapp 0,2 km² groß.

## Geologie
Das Riedbächle läuft zur Gänze im Mittelkeuper. Seine Quelle liegt je nach Witterung im Übergangsbereich zwischen Unteren Bunten Mergeln (Steigerwald-Formation) und Schilfsandstein (Stuttgart-Formation) oder tiefer im oberen Gipskeuper (Grabfeld-Formation). Die recht flache und weite Ebene in der Streiche nach seinem Waldaustritt liegt über der Corbula-Schicht des Gipskeupers, einer diesem eingelagerten dünnen, dolomitisierten Kalksteinlage, die deshalb sehr erosionsresistent ist und im Bereich des rechten Fischachtals große Flächen einnimmt. Die Mündung liegt ebenfalls noch auf Höhe des Gipskeupers in der durch Schwemmsedimente verflachten weiten Unterlaufbucht des Benzenbachs.

### LUBW
Amtliche Online-Gewässerkarte mit passendem Ausschnitt und den hier benutzten Layern: Lauf und Einzugsgebiet des Riedbächles

Allgemeiner Einstieg ohne Voreinstellungen und Layer: Daten- und Kartendienst der Landesanstalt für Umwelt Baden-Württemberg (LUBW) (Hinweise)
1. 1 2  Höhe nach dem Höhenlinienbild auf dem Hintergrundlayer Topographische Karte.
2. ↑  Länge nach dem Layer Gewässernetz (AWGN).
3. 1 2  Einzugsgebiet abgemessen auf dem Hintergrundlayer Topographische Karte.
4. 1 2  Länge abgemessen auf dem Hintergrundlayer Topographische Karte.
5. ↑  Schutzgebiete nach den einschlägigen Layern, Natur teilweise nach dem Layer Biotop.

### Andere Belege
1. ↑  Wolf-Dieter Sick: Geographische Landesaufnahme: Die naturräumlichen Einheiten auf Blatt 162 Rothenburg o. d. Tauber. Bundesanstalt für Landeskunde, Bad Godesberg 1962. → Online-Karte (PDF; 4,7 MB)
2. ↑  Geologie nach den Layern zu Geologische Karte 1:50.000 auf: Mapserver des Landesamtes für Geologie, Rohstoffe und Bergbau (LGRB) (Hinweise). Ein ähnliches Bild bietet auf dem östlichen Teil des Einzugsgebietes die geologische Karte von Baden-Württemberg 1:25.000, herausgegeben vom Geologischen Landesamt 1982, Blatt Nr. 6925 Obersontheim mit Erläuterungsheft.